# Erycibe induta
Erycibe induta är en vindeväxtart som beskrevs av Pilger. Erycibe induta ingår i släktet Erycibe och familjen vindeväxter. Inga underarter finns listade i Catalogue of Life.